# Botschagi
Botschagi (russisch Бочаги, deutsch Schloßberg, Kreis Insterburg) ist ein Ort in der russischen Oblast Kaliningrad. Er gehört zur kommunalen Selbstverwaltungseinheit Stadtkreis Tschernjachowsk im Rajon Tschernjachowsk.

## Geographische Lage
Botschagi liegt 19 Kilometer westlich der Stadt Tschernjachowsk (Insterburg) in einer Flussschleife der Auxinne (1938–1945 Goldfließ, heute russisch: Golubaja) und ist über die Kommunalstraße 27K-311 von Meschduretschje (Norkitten) aus über Priwalowo (Mangarben) zu erreichen. Die nächste Bahnstation ist Meschduretschje an der Bahnstrecke Kaliningrad–Tschernyschewskoje einem Teilstück der einstigen Preußischen Ostbahn, zur Weiterfahrt nach Litauen und in das russische Kernland.

## Geschichte
Das spätere Gutsdorf Schloßberg wurde im Jahre 1381 gegründet. Im Jahre 1874 wurde der Gutsbezirk Schloßberg in den neu errichteten Amtsbezirk Norkitten (heute russisch: Meschduretschje) eingegliedert, der bis 1945 zum Kreis Insterburg im Regierungsbezirk Gumbinnen der preußischen Provinz Ostpreußen gehörte. 76 Einwohner waren im Jahre 1910 in Schloßberg registriert.
Am 30. September 1928 verlor der Schloßberg seine Eigenständigkeit, als es sich mit den Landgemeinden Mangarben (heute russisch: Priwalowo) und Norkitten (Meschduretschje) sowie den Gutsbezirken Norkitten und Woynothen (1938–1946 Kleinnorkitten, russisch: Schljusnoje) zur neuen Landgemeinde Norkitten zusammenschloss.
In Kriegsfolge kam Schloßberg 1945 mit dem nördlichen Ostpreußen zur Sowjetunion. 1947 erhielt der Ort die russische Bezeichnung „Botschagi“ und wurde gleichzeitig dem Dorfsowjet Bereschkowski selski Sowet im Rajon Tschernjachowsk zugeordnet. Von 2008 bis 2015 gehörte Botschagi zur Landgemeinde Swobodnenskoje selskoje posselenije und seither zum Stadtkreis Tschernjachowsk.

## Kirche
Die fast ausnahmslos evangelische Einwohnerschaft Schloßbergs war vor 1945 in das Kirchspiel der Kirche Norkitten (Meschduretschje) eingepfarrt, das zum Kirchenkreis Insterburg in der Kirchenprovinz Ostpreußen der Kirche der Altpreußischen Union gehörte. Heute liegt Botschagi im Einzugsbereich der in den 1990er Jahren neu entstandenen evangelisch-lutherischen Gemeinde in Meschduretschje (Norkitten), einer Filialgemeinde der Kirchenregion Tschernjachowsk (Insterburg) in der Propstei Kaliningrad der Evangelisch-lutherischen Kirche Europäisches Russland.

## Söhne und Töchter des Ortes
- August von Werder (1808–1887), preußischer General